# Copa Fed Juvenil 2015
La Copa Fed Juvenil de 2015 es la 30.ª edición del torneo de tenis junior femenino. Participan dieciséis equipos, agrupados en cuatro grupos de cuatro países.

## Participan
| - Argentina - Australia - Brasil - Canadá | - China Taipéi - Colombia - Egipto - España | - Estados Unidos - Italia - Japón - Nueva Zelanda | - Países Bajos - Reino Unido - República Checa - Rusia |

## Eliminatoria

### Grupo A
| País            | Jugados | Ganados | Perdidos | Puntos | Partidos (G-P) | Sets (G-P) | Juegos (G-P) |
| --------------- | ------- | ------- | -------- | ------ | -------------- | ---------- | ------------ |
| República Checa | 3       | 3       | 0        | 3      | 7-2            | 16-6       | 116-82       |
| Australia       | 3       | 2       | 1        | 2      | 6-3            | 12-8       | 100-78       |
| Argentina       | 3       | 1       | 2        | 1      | 2-7            | 6-16       | 72-116       |
| Países Bajos    | 3       | 0       | 3        | 0      | 3-6            | 9-13       | 101-113      |

### Grupo B
| País        | Jugados | Ganados | Perdidos | Puntos | Partidos (G-P) | Sets (G-P) | Juegos (G-P) |
| ----------- | ------- | ------- | -------- | ------ | -------------- | ---------- | ------------ |
| Canadá      | 3       | 3       | 0        | 3      | 8-1            | 16-4       | 113-75       |
| Japón       | 3       | 2       | 1        | 2      | 4-5            | 8-13       | 82-106       |
| Reino Unido | 3       | 1       | 2        | 1      | 4-5            | 13-10      | 107-99       |
| Colombia    | 3       | 0       | 3        | 0      | 2-7            | 5-15       | 90-112       |

### Grupo C
| País      | Jugados | Ganados | Perdidos | Puntos | Partidos (G-P) | Sets (G-P) | Juegos (G-P) |
| --------- | ------- | ------- | -------- | ------ | -------------- | ---------- | ------------ |
| Rusia     | 3       | 3       | 0        | 3      | 9-0            | 18-3       | 118-70       |
| Italia    | 3       | 2       | 1        | 2      | 6-3            | 13-9       | 114-92       |
| Brasil    | 3       | 1       | 2        | 1      | 2-7            | 6-14       | 74-105       |
| Hong Kong | 3       | 0       | 3        | 0      | 1-8            | 5-16       | 77-116       |

### Grupo D
| País           | Jugados | Ganados | Perdidos | Puntos | Partidos (G-P) | Sets (G-P) | Juegos (G-P) |
| -------------- | ------- | ------- | -------- | ------ | -------------- | ---------- | ------------ |
| Estados Unidos | 3       | 3       | 0        | 3      | 9-0            | 18-1       | 111-42       |
| España         | 3       | 2       | 1        | 2      | 6-3            | 13-8       | 101-80       |
| Nueva Zelanda  | 3       | 1       | 2        | 1      | 2-7            | 4-16       | 64-116       |
| Egipto         | 3       | 0       | 3        | 0      | 1-8            | 6-16       | 85-123       |

## Play-Off
|  | Semifinales     | Semifinales     |   |       | Final          | Final |  |
|  |                 |                 |   |       |                |       |  |
|  |                 |                 |   |       |                |       |  |
|  | Rusia           | 1               |   |       |                |       |  |
|  | Estados Unidos  | 2               |   |       |                |       |  |
|  |                 |                 |   |       |                |       |  |
|  |                 |                 |   |       |                |       |  |
|  |                 |                 |   |       | Estados Unidos | 1     |  |
|  |                 | República Checa | 2 |       |                |       |  |
|  |                 |                 |   |       |                |       |  |
|  |                 |                 |   |       |                |       |  |
|  |                 |                 |   |       | Tercer lugar   |       |  |
|  |                 |                 |   |       |                |       |  |
|  | República Checa | 2               |   | Rusia | 0              |       |  |
|  | Canadá          | 1               |   |       | Canadá         | 3     |  |

## Puestos del 5 al 8
|  | 5° al 8°  | 5° al 8°  |   |        | 5 y 6° | 5 y 6° |  |
|  |           |           |   |        |        |        |  |
|  |           |           |   |        |        |        |  |
|  | Italia    | 0         |   |        |        |        |  |
|  | España    | 3         |   |        |        |        |  |
|  |           |           |   |        |        |        |  |
|  |           |           |   |        |        |        |  |
|  |           |           |   |        | España | 1      |  |
|  |           | Australia | 2 |        |        |        |  |
|  |           |           |   |        |        |        |  |
|  |           |           |   |        |        |        |  |
|  |           |           |   |        | 7 y 8° |        |  |
|  |           |           |   |        |        |        |  |
|  | Australia | 2         |   | Italia | 2      |        |  |
|  | Japón     | 1         |   |        | Japón  | 1      |  |

## Puestos del 9 al 12
|  | 9° al 12°     | 9° al 12°   |   |           | 9 y 10°       | 9 y 10° |  |
|  |               |             |   |           |               |         |  |
|  |               |             |   |           |               |         |  |
|  | Brasil        | 2           |   |           |               |         |  |
|  | Nueva Zelanda | 1           |   |           |               |         |  |
|  |               |             |   |           |               |         |  |
|  |               |             |   |           |               |         |  |
|  |               |             |   |           | Brasil        | 2       |  |
|  |               | Reino Unido | 1 |           |               |         |  |
|  |               |             |   |           |               |         |  |
|  |               |             |   |           |               |         |  |
|  |               |             |   |           | 11 y 12°      |         |  |
|  |               |             |   |           |               |         |  |
|  | Argentina     | 1           |   | Argentina | 1             |         |  |
|  | Reino Unido   | 2           |   |           | Nueva Zelanda | 2       |  |

## Puestos del 13 al 16
|  | 13° al 16°   | 13° al 16°   |   |              | 13 y 14° | 13 y 14° |  |
|  |              |              |   |              |          |          |  |
|  |              |              |   |              |          |          |  |
|  | Países Bajos | 1            |   |              |          |          |  |
|  | Colombia     | 2            |   |              |          |          |  |
|  |              |              |   |              |          |          |  |
|  |              |              |   |              |          |          |  |
|  |              |              |   |              | Colombia | 2        |  |
|  |              | China Taipéi | 1 |              |          |          |  |
|  |              |              |   |              |          |          |  |
|  |              |              |   |              |          |          |  |
|  |              |              |   |              | 15 y 16° |          |  |
|  |              |              |   |              |          |          |  |
|  | China Taipéi | 3            |   | Países Bajos | 2        |          |  |
|  | Egipto       | 0            |   |              | Egipto   | 1        |  |

## Resultado final
| #                 | País            |
| ----------------- | --------------- |
| Medalla de oro    | República Checa |
| Medalla de plata  | Estados Unidos  |
| Medalla de bronce | Canadá          |
| 4                 | Rusia           |
| 5                 | Australia       |
| 6                 | España          |
| 7                 | Italia          |
| 8                 | Japón           |
| 9                 | Brasil          |
| 10                | Reino Unido     |
| 11                | Nueva Zelanda   |
| 12                | Argentina       |
| 13                | Colombia        |
| 14                | China Taipéi    |
| 15                | Países Bajos    |
| 16                | Egipto          |